# Écury-sur-Coole
Écury-sur-Coole is een gemeente in het Franse departement Marne (regio Grand Est) en telt 453 inwoners (2005). De plaats maakt deel uit van het arrondissement Châlons-en-Champagne.

## Geografie
De oppervlakte van Écury-sur-Coole bedraagt 18,1 km², de bevolkingsdichtheid is 25,0 inwoners per km².

## Vliegveld
Het vliegveld van Ecury, Chalons-Ecury (LFQK) is een van de bekendste vliegvelden voor de kleine luchtvaart in de Champagnestreek. De belangrijkste activiteiten bestaan uit zweefvliegen.
De onderstaande kaart toont de ligging van Écury-sur-Coole met de belangrijkste infrastructuur en aangrenzende gemeenten.

## Demografie
Onderstaande figuur toont het verloop van het inwonertal (bron: INSEE-tellingen).